# NGC 3519
NGC 3519 ist ein offener Sternhaufen vom Trumpler-Typ III2p im Sternbild Kiel des Schiffs (Carina) am Südsternhimmel. Er hat eine Winkelausdehnung von 8,0' und eine scheinbare Helligkeit von 7,7 mag.
Das Objekt wurde am 14. März 1834 von John Herschel entdeckt.